# 산세리프

한자 문화권에서도 산세리프 서체가 사용된다. 삐침이 있는 명조체에서 삐침을 제거한 돋움체의 비교.

산세리프(Sans-serif)는 획의 삐침이 없는 글씨체를 뜻하며, 한글의 돋움체(고딕체)에 해당된다. 산세리프라는 말은 프랑스어 sans serif를 소리나는대로 번역한 것이며, "획의 삐침 없이"라는 뜻이다. 세리프라는 말은 어원이 불분명하지만 '선' 내지는 '획'이란 뜻의 네덜란드어 단어 'schreef' (스레이프)에서 따왔을 가능성이 있다.
산세리프는 영문으로 된 인쇄물에서 산세리프는 본문보다는 제목에 자주 쓰이는 서체이다. 그리고 글씨에 명료함과 모던함 혹은 미니멀리즘을 담고 싶을 때에도 쓰인다. 또 산세리프 계열의 폰트는 컴퓨터상의 텍스트에 적용되는 가장 보편적인 폰트인데, 특히나 저화질 디지털 화면일 경우에는 세리프 글꼴에 있는 세세한 부분이 사라지거나 너무 크게 나타날 수 있기 때문에, 아예 이러한 디테일을 없앤 산세리프가 쓰이게 된 것이다.
산세리프라는 말 자체는 사실 비교적 최근에 자리잡은 용어로, 이전에 영미권에서는 해당 부류의 서체들을 다양한 이름으로 불렀다. 그 중 대표적인 이름이 바로 고딕체 (Gothic)로, 한국과 일본을 비롯한 동아시아권에서는 여전히 대용어로 쓰이고 있다. 또 '뉴스 고딕', '하이웨이 고딕', '트레이드 고딕' 등의 일부 폰트 이름에서도 쓰인다.
한편 산세리프 폰트는 특정 문구를 강조하기 위한 도구로서 쓰이기도 하였는데, 산세리프 특유의 검고 딱딱한 색상과 분위기가 그러한 강조구문에 어울렸기 때문이다. 이는 특히 서구권의 옛 문서일수록 많이 쓰였다.

## 분류
산세리프는 그 유형에 따라 3~4가지의 계열로 묶인다. 4개로 나뉘는 것은 '그로테스크' 계열이 일반 그로테스크와 네오그로테스크로 세분될 때의 이야기이며, 크게는 3개로도 볼 수 있다.

### 그로테스크

악치덴츠 그로테스크 (Akzidenz Grotesk). 1890년대에 독일의 베르톨드 서체회사에서 개발된 대표적인 그로테스크 산세리프 서체로서, 단층짜리 'g'가 특징이다.

그로테스크 (Grotesk)는 초창기에 제작된, 즉 19세기에서 20세기 초에 발표된 산세리프 서체들이 대부분이다. 18세기에 등장해 당대에 널리 자리잡았던 디돈체와 전통 간판에서 영향을 받았으며, 다소 단단하고 굵은 디자인으로 제목이나 광고에 적합한 것이 특징이다. 초창기 산세리프 서체들은 소문자나 이탤릭체에 별다른 특징을 두지는 않았는데 애초에 그 두가지를 주안점으로 둔 것이 아니었기 때문이다. 또 가끔씩 글씨 두께의 범위를 각 스타일에 따라 보통에서 압축된 것까지 달리하기도 하였는데, 현대적인 시각에서는 조금 불규칙하고 들쑥날쑥해보일 수 있었다. 이 때문에 그로테스크 서체들은 글씨 획의 두께 범위를 제한적으로 두었다 (대문자는 두께차가 거의 없어 보일 정도). 곡선의 단자는 수평일 때가 보통이었으며, 글자 'G'는 삐침 ('ㄱ' 부분)을 두고 'R'은 다리짝이 곡선인 경우가 많았다. 대문자는 너비가 비교적 통일되도록 하려는 경향이 있었다. 캡라인과 어센더라인은 똑같은 것이 보편적인데, 이는 대문자가 많이 쓰이는 제목 같은 것에서 보다 균형잡힌 효과를 내기 위한 것이다. 디센더라인은 줄띄기를 좀더 조이기 위해 짧게 처리한 것이 많았다. 한편으로 대부분의 그로테스크체는 보다 절제된 기울임체를 위해 트루 이탤릭체를 따로 설정해 넣는 것은 피했다. 다만 최소한의 산세리프 트루 이탤릭체 정도는 제공하였다.
대표적인 그로테스크 서체로는 악치덴츠 그로테스크 (Akzidenz Grotesk), 베누스 (Venus), 뉴스 고딕 (News Gothic), 프랭클린 고딕 (Franklin Gothic), 모노타입 그로테스크 (Monotype Grotesque) 등이 있다. 디지털 폰트로는 그로테스크 올드 페이스, 넉아웃, 그로테스크 넘버 나인, 모노타입 그로테스크 등이 있으며 초창기 산세리프 글꼴보다 기벽을 더 유지하고 있다. 한편으로 그로테스크체의 현실적이고 간단명료한 점에 근거하여 사실주의라는 용어를 적용시킬 수도 있다.

### 네오 그로테스크

헬베티카체. 1957년 하스 서체회사에서 개발한 것으로 대표적인 네오그로테스크 서체로 꼽힌다.

네오 그로테스크 (Neo-Grothesque)는 그 이름에서도 알 수 있듯이, 기존의 그로테스크 서체에서 직접 발전한 현대적인 디자인의 글꼴들로 구성된 계열이다. 두께변화가 제한되어 있어 비교적 곧바른 모습을 띈다. 이전의 그로테스크 서체와는 달리 발표시점부터 매우 폭넓고 다채로운 글꼴집합으로 구성되어, 본문에 적용하기에 더욱 쉽도록 하였다. 한편으로 대문자 너비를 통일하고, 특유의 '종이접기' 방식을 채택한 게 특징이란 점은 그로테스크체를 닮았다. 종이접기라는 말은 각 글자 획의 단자가 완벽한 수직 평행을 이루고 있다는 뜻이다. 네오 그로테스크는 헬베티카가 가장 대표적이며, 그밖에 유니버스체 같은 서체도 있다.
네오 그로테스크는 1950년대 국제 타이포그래픽 양식 (이른바 스위스 양식)의 도래와 함께 시작되었다. 국제 타이포그래픽 양식에서는 악치덴츠 그로테스크 (1896년)의 명확한 선을 이성적이면서도 거의 중립적인 서체를 만드는 하나의 영감으로 삼았다. 1957년에는 최초의 네오그로체스크 글꼴로 분류되는 헬베티카체, 유니버스체, 폴리오체가 발표되면서 전세계적으로 강력한 영향을 발휘하였다.
1950년대 이후에 나온 네오그로테스크 서체로는 유니카, 이마고, 레일 알파벳 등이 있었으며, 디지털 폰트로는 샌프란시스코와 로보토가 있다.

### 지오메트릭

푸투라체. 1927년 바우어 서체회사에서 배포한 것으로, 대표적인 지오메트릭 서체로 꼽힌다.

지오메트릭 (Geometric)은 기하학이라는 뜻인데 말 그대로 기하학적 형태에 기반해 제작된 서체들이다. 때문에 거의 완벽한 원이나 정사각형 등을 요소로 삼고 있다. 지오메트릭의 공통적인 특징은 대문자 'o'자가 거의 원형에 가깝다는 점, 'a'자가 단층짜리라는 점이다. 글자 'M'은 고대 로마의 대문자를 따라서 넓게 벌어져있고 너비가 다양하다. 산세리프의 네 가지 유형 중에서 지오메트릭이 제목과 단문에 적용하기에 가장 적합하며, 반대로 본문에 쓰기에는 적합하지 않은 서체라 보면 된다.
지오메트릭 산세리프는 1920년대 독일에서 시작되었다. 지오메트릭 디자인을 창시하려 노력했던 사람으로는 헤르베르트 바이어와 야콥 에르바가 있었는데, 바이어는 유니버셜체를 디자인하였으나 당대에는 발표되지 못했고 나중에 아키타입 바이어란 이름의 디지털 폰트로 구현되었으며, 에르바는 1925년경에 에르바체를 처음으로 발표하였다. 1927년에는 파울 레너의 푸투라가 발표되어 대단한 호응과 인기를 누렸다.
지오메트릭 산세리프는 명확하고 모던한 디자인으로 1920년대~1930년대 사이에 널리 쓰였으며, 그때부터 새로운 지오메트릭 서체와 기존 것을 부활시킨 서체들이 많이 만들어졌다. 이 때에 나왔던 유명한 서체로는 카벨 (Kabel), 셈플리치타 (Semplicità), 노벨 (Nobel), 메트로 (Metro) 등이 있으며, 최근에 나온 것으로는 ITC 아방가르드, 브랜든 그로테스크, 고담, 아베니르 (Avenir) 등이 있다. 이 시기 지오메트릭 산세리프 글자는 수작업으로 제작되었지 처음부터 판형으로까지 만들지는 않았으며, 특히 바우하우스 예술학교 (1919~1933년)와 모더니즘 포스터 제작자들이 그러하였다.
지오메트릭 디자인에 해당되는 수많은 서체들이 영감으로 삼았던 것은 산업적 용도로 철판과 플라스틱에 새기거나 찍히는 단순한 자형의 글자로, 심플한 구조를 따른 경우가 많았다. 지오메트릭에는 속하지만 푸투라-에르바-카벨로 이어지는 '전통' 서체에서 기인했다고 보기엔 힘든 부류로는 뱅크 고딕, DIN 1451, 유로스틸, 한델 고딕 등의 서체와 레이 라라비가 만든 서체가 있다.

### 휴머니스트

신택스체. 1969년 D. 슈템펠 사에서 제작한 것으로 휴머니스트 산세리프의 일종이다.

휴머니스트 (Humanist)는 고대 로마의 대문자, 전통 세리프 글꼴, 캘리그래피 등 옛 자형에 근원을 둔 것들이다. 휴머니스트 서체는 단순한 기울임체 대신 트루 이탤릭체를 설정한 경우가 많으며, 합자나 스워스 (장식)이 들어간 것도 있다. 최초의 휴머니스트 서체로는 에드워드 존스턴의 존스턴 (1916년)과 에릭 길의 길 산스 (1928년)가 있다. 전문 캘리그래퍼였던 에드워드 존스턴은 고전 로마자 서체, 특히 트라야누스 원주에 쓰여진 대문자에서 영감을 얻어 서체에 반영하였다.
휴머니스트 산세리프는 고딕이나 지오메트릭보다는 좀 더 변동적인 모습이다. 개중에는 획 변조 (획 두께가 한 선을 따라서도 확실히 달라지는 것)가 반영되어 있거나, 두껍고 얇은 획이 번갈아 나오는 것도 있다. 여기에 해당되는 서체 중에서는 헤르만 자프의 옵티마체 (1958년)가 가장 유명한데, 디스플레이와 본문 텍스트에 모두 알맞도록 확실히 디자인한 것이다. 반대로 변동적이지 않고 지오메트릭에 가까운 서체도 있는데 길 산스체와 존스턴체가 대표적이며, 대문자가 완전한 정사각형, 반사각형, 원을 기준으로 하며 상당한 너비차를 두고 있는 경우가 많다. 이들은 본문에 활용하기엔 좀 뻑뻑하다 싶을 정도로 다소 구조적인 디자인이다. 한편으로 신택스, 구디 산스, 새순 산스 (Sasson Sans) 같은 글꼴은 손글씨, 세리프, 캘리그래피 형태에 좀 더 가깝다.
1976년에 나온 프루티거체는 다른 것보다 가독성을 특히 신경쓰는 디자인, 즉 현대적인 휴머니스트 산세리프의 발달에 대단히 큰 영향력을 발휘하였다. 프루티거 계열은 8~90년대 들어 헬베티카와 유니버스에 편중된 인기에 대한 반감, 저화질 컴퓨터 디스플레이에 쓸 만한 가독성 있는 폰트의 수요 대두로 지평을 크게 넓혀나갔다. 이 시기에 나온 인쇄물용 서체로는 FF 메타, 미리아드 (Myriad), 테시스 (Thesis), 샬럿 산스 (Charlotte Sans), 블리스 (Bliss), 스칼라 산스 등이 있었으며, 컴퓨터용 폰트로는 마이크로소프트의 타호마 (Tahoma), 트레뷰셋 (Trebuchet), 버다나 (Verdana), 칼리브리 (Calibri), 코벨 (Corbel) 등과 타사에서 개발한 루시다 그랜드, 피라 산스, 드로이드 산스 등이 있었다. 휴머니스트 산세리프의 디자인은 (적절히 균형잡혀있고 간격을 띄워둔 이상) 스크린상이나 원거리에서 읽어야 하는 텍스트일 때 이용하기에 알맞는데, 글자속 비움공간을 넓히고 획 사이를 분리해둔 디자인이기 때문이다. 이는 그로테스크나 네오그로테스크 디자인에서는 그닥 흔치 않았던 특징이었다.

### 그 외

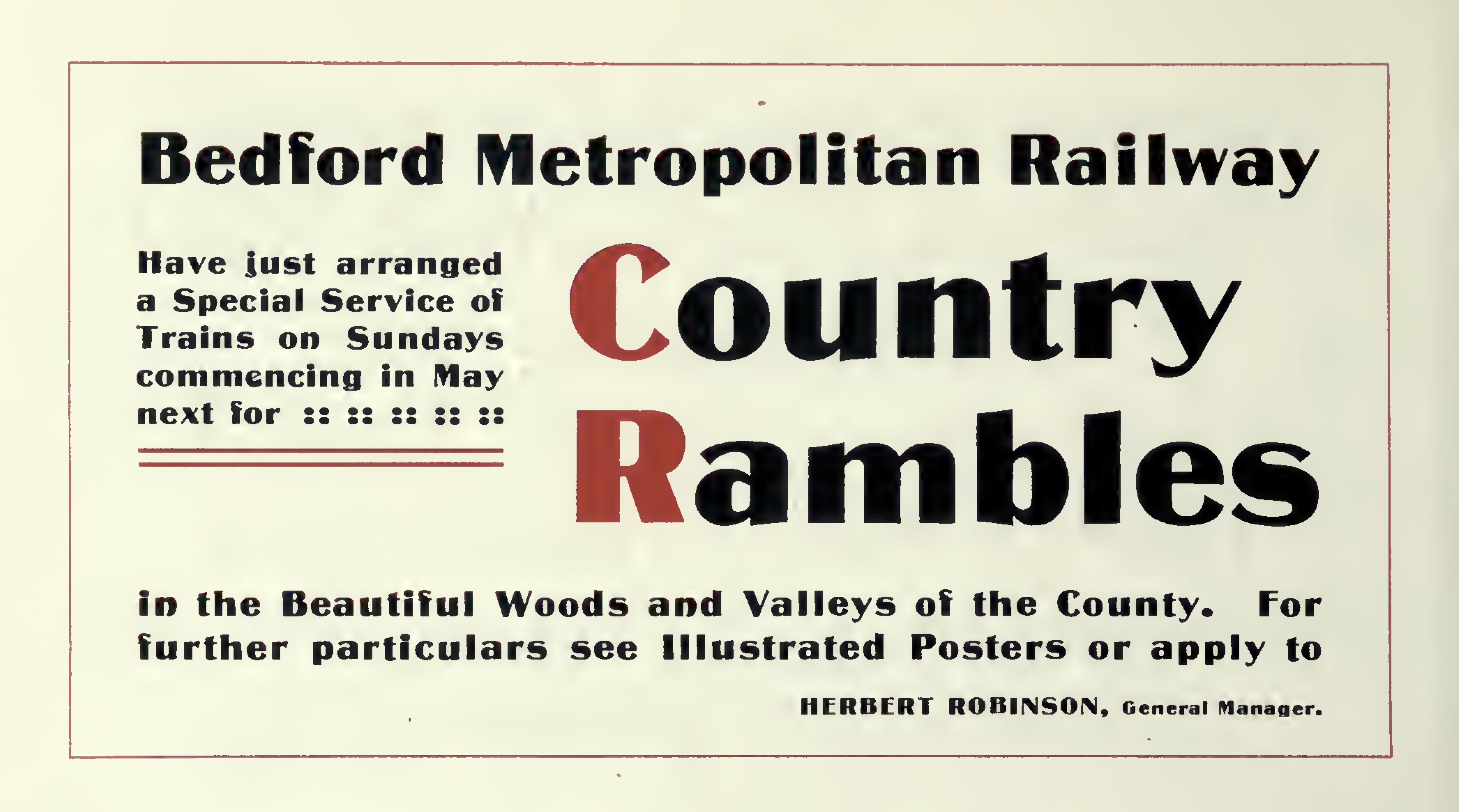
1915년에 나온 모듈레이트 산세리프 서체인 로스베리 (Rothbury). 획의 굵기가 상당히 들쑥날쑥하다,

산세리프 서체는 매우 다양하기 때문에, 위에서 소개한 네 가지 유형에 딱 들어맞지 않는 것들도 많다. 예를 들어 노이차이트 S (Neuzeit S)체와 헤르만 자프의 URW 그로테스크는 네오그로테스크와 지오메트릭의 영향을 모두 받았다. 위트니 (Whitney)와 클라비카 (Klavika) 역시 여러 유형이 섞인 서체다. 트랜스포트나 하이웨이 고딕 같은 도로 표지판 서체와 같이 안내 글꼴로 제작된 산세리프 폰트는 문자의 가독성과 분별력을 높이기 위해 흔치 않은 특성을 넣기도 하는데, 예컨대 소문자 'L'에 곡선을 넣는다거나 'i'자의 점 밑에 삐침을 넣는다던가 하는 식이다.
산세리프의 하위장르로서 '모듈레이트 산세리프' (Modulated sans-serif), '스트레스 산세리프' (Stressed sans-serif)가 있는데, 획 두께에 확실한 변화를 준 서체들로 로스베리, 브리태닉, 레디언트, 내셔널 트러스트 등이 해당된다. 오늘날 기준으로는 휴머니스트 계열에 속하는 것으로 보지만, 근대 휴머니스트 서체를 처음 확립한 존스턴체보다 이른 시기에 나왔다는 점에서 달리 볼 여지가 있다. 또 이들 서체는 붓글씨나 캘리그래피 등 인쇄물 이외의 요소에서 영감의 근원을 두었다는 점도 다르다.

## 역사
서양에서 글씨를 쓰거나 새길 때 삐침 없는 글씨체를 쓰는 것은 온 역사를 통틀어 흔한 일이었다. 가장 일반적인 예시로는 고대 그리스 로마 시대에 세워진 비석 (기념비 제외)가 있다. 하지만 수천년간 수많은 로마자 글꼴에 영감을 주었던 고대 로마의 대문자에는 웬만한 삐침이 다 들어가 있었다.
단순했던 산세리프 글꼴이 기본필체 같은 '교양없는' 쓰기라며 널리 쓰였던 반면, 중세 즈음부터는 우수한 캘리그라피나 흑자체, 고대로마 대문자 등에서 영감을 받아 제일 예술적인 라틴어 알파벳 필체가 생겨났다. 그 결과 처음 350여년간 인쇄물에 들어간 라틴어 알파벳이라면 삐침있는 세리프 필체이거나 흑자체, 로만체, 이탤릭체 내지는 필기체의 형식을 취하게 되었다.
인쇄용 글꼴 중에서 처음으로 삐침을 생략했던 것들은 당대 문헌에 적용하기 위한 것이 아니라, 고대 그리스나 에트루리아 명문을 표현하기 위한 목적으로 쓰였다. 예컨대 1723년 토머스 뎀스터의 <De Etruria regali libri VII>에서는 에트루리아 비문을 나타내기 위한 전용 서체를 사용하였고, 1745년경에는 에트루리아 석학이었던 존 스윈튼의 소논문에 쓰일 에트루리아 서체를 캐슬론 주조사에서 제작하기도 하였다. 이밖에 특정 용도로 제작된 또다른 산세리프 인쇄활자로는, 1786년 프랑스의 발랑탱 아위가 시각장애인들로 하여금 손으로 더듬어 읽을 수 있도록 만든 둥근 산세리프 서체가 있다.

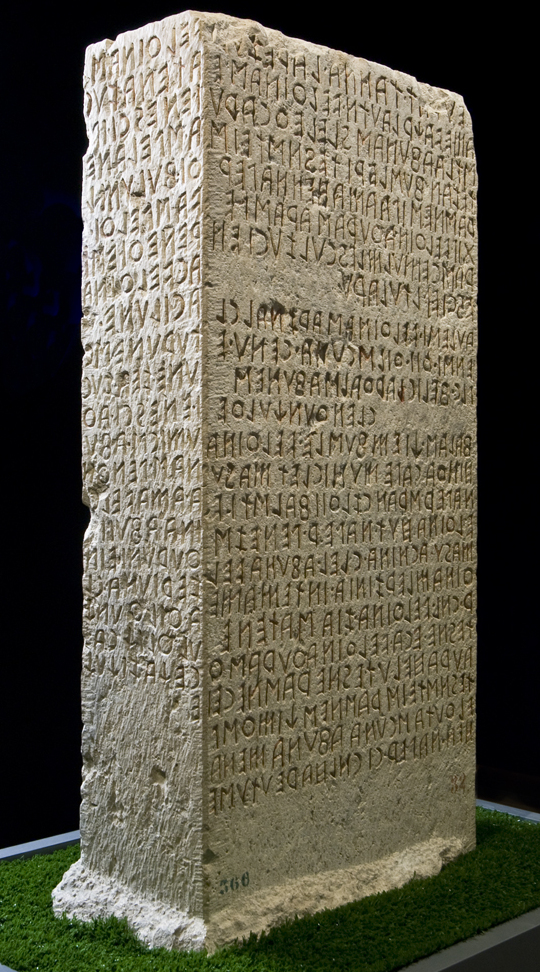
고대 에트루리아어 비석. 여기에 쓰인 알파벳은 삐침 없는 산세리프 형식이다.
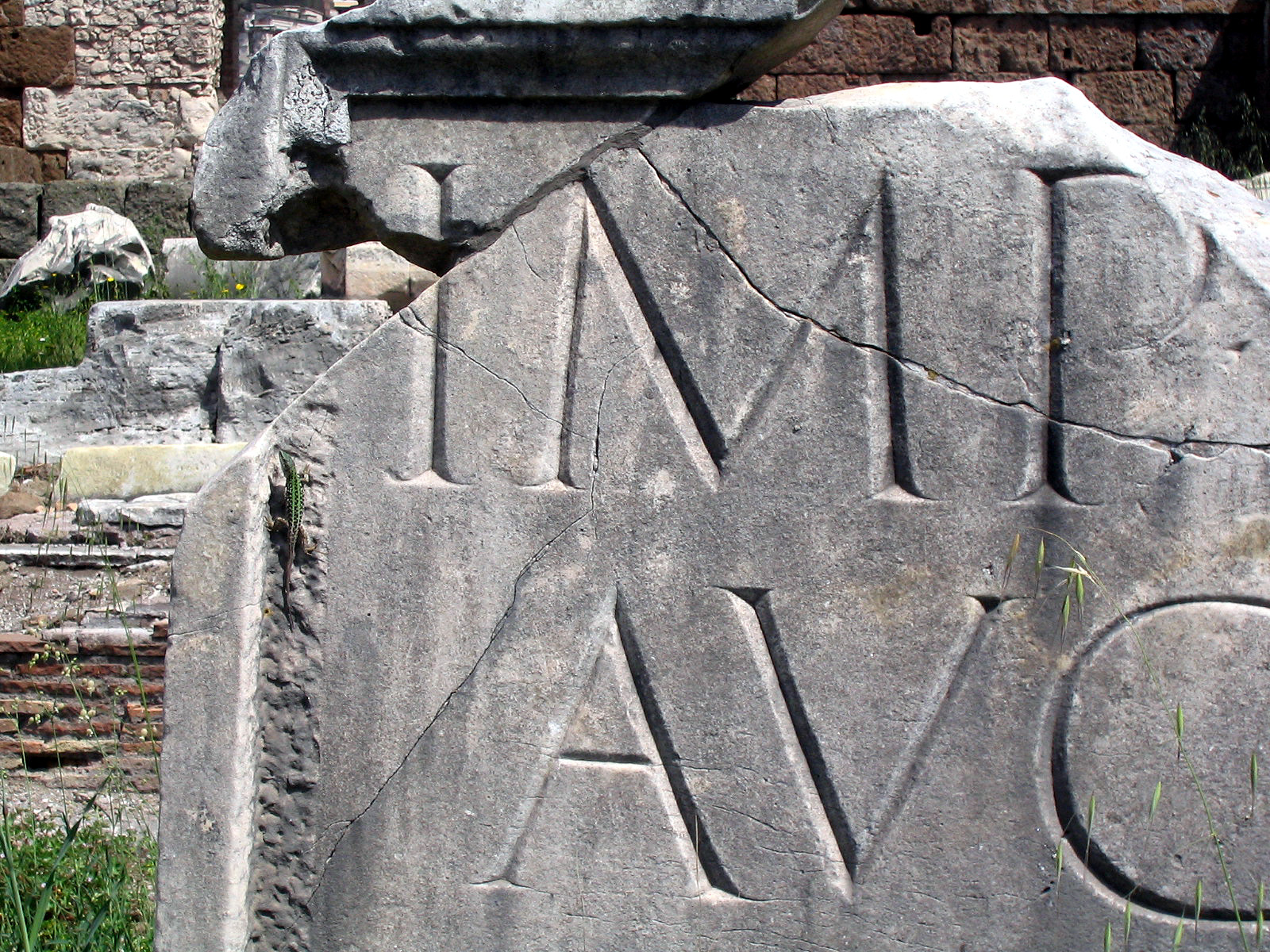
고대 로마자의 대문자. 세리프 서체에 큰 영향을 주었다.
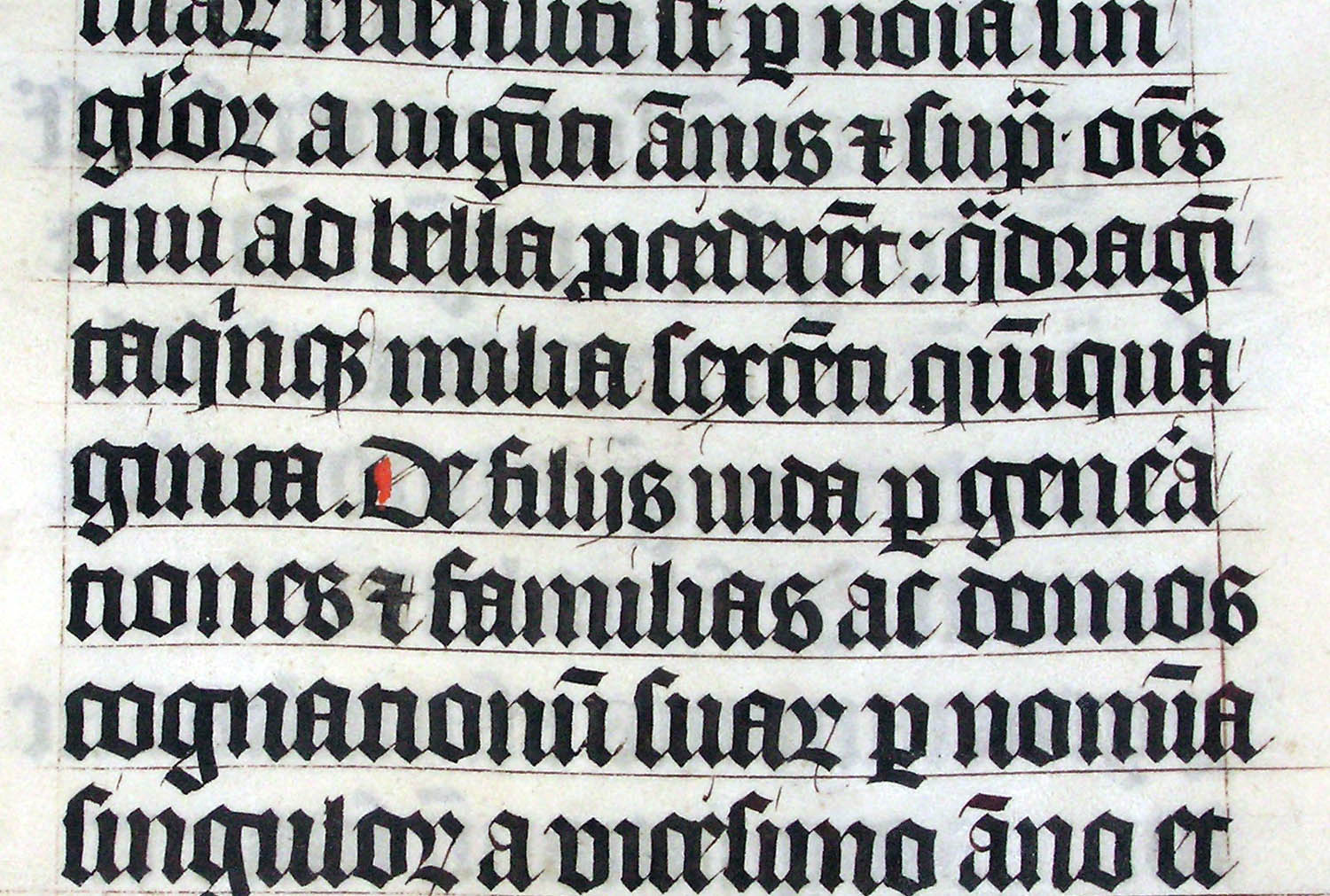
15세기 성경에 쓰인 흑자체

18세기 말 무렵에는 고대 그리스와 로마 양식을 당대 건축에 반영하는 신고전주의가 건축계를 조금씩 사로잡기 시작하였다. 건축가 존 손은 자신의 캘리그라피와 건축 설계에 산세리프 서체를 자주 사용하였다. 손은 이탈리아 티볼리에 있던 베스타 신전에 헌정된 명문의 글씨가 삐침을 최소화한 데에서 영감을 얻었다고 전해진다. 이후 산세리프 서체는 다른 예술가들도 따라하면서 조금씩 퍼지게 되었다. 당시 산세리프 서체는 '옛 로마식' (old Roman - 올드로만체)이나 '이집트식' (Eqyptian - 이집션체)으로 불렸는데, 과거 고전시대와 고대 이집트에 대한 당대의 관심, 서체 특유의 뭉특하고 기하학적인 서체 구조와 관련이 있었다. 하지만 이러한 이름에 대해 모두가 적절하다고 생각한 것은 아니어서, 시인 로버트 사우티는 풍자소설 <잉글랜드에서 온 편지> (Letters from England)에서 등장인물인 스페인 귀족의 입을 빌려 다음과 같이 비판하였다. "이젠 뭐든 이집트식이어야 도리 아니겠나. 숙녀분들은 악어 장신구를 달고, 그대는 방 주변에 미라를 걸어두고 스핑크스 위에 앉을 걸세. 키 크고 마른 팔에 길쭉한 코 달린 검은색 상형문자 남자는, 아이들이 잠을 보채기 충분하지. 바로 거기있는 그 작업대도 유행에 따라 바꾸고 이집트 글자를 그려둬야 하는데, 그 이집트에는 글자가 없었으니 분명 이상한 일일 테지. 별건 없고 흔히 쓰는 글자인데, 획의 두께를 모조리 똑같이 하여 아름다움과 비율을 전부 빼고, 상피병 걸린 것마냥 얄팍하게 만든 걸세."
그렇지만 런던에서는 이집션 서체가 광고용 글꼴로 인기를 누렸는데, 대중들에게 익숙치 않은 양식을 제시해 '섬찟한' 효과를 낼 수 있기 때문이었던 것으로 보인다. 산세리프 서체의 태동기와 관련해 권위자 반열에 있는 역사학자 제임스 모슬리는 "1805년 간판장이들이 가게와 벽면에 이집션 서체를 도배하다시피 하면서 런던 길거리에 불쑥 나타나, 이전에는 그런 걸 접한 적도 없고 그걸 바랄지도 확실치 않은 사람들을 놀라게 만들었다"고 썼다. 1805년 <유로피언 매거진>에서도 해당 서체에 대해 쓴 기사가 실렸다. 하지만 산세리프체가 인쇄물에 쓰이기까지는 몇 년 더 지나야 했다. (초창기 산세리프 표지판은 활자가 아닌 손으로 직접 그리거나 깎아낸 것이었기 때문에, 당시만 해도 큰 사이즈로 찍어낸다는 것은 불가능했다. 이는 유행이라는 것 자체가, 연대가 확실하고 기록이 출판된 것에서부터, 기록이 부족하거나 하다못해 연대조차도 알기 힘든 전통 간판서체에까지 이를 수 있게 된 이상, 산세리프의 혈통을 추적하기가 어려워지게 만들었다.) 1816년경에는 육지측량부에서 고대 로마 유적지를 표시하는 데 있어 이집션 서체와 모노라인 산세리프 대문자를 사용하기 시작하였다. 이때 쓰이는 글씨는 동판에 새겨 찍어냈다.

### 내용주
1. ↑  이 시기부터 일부 문헌에서는 19세기 '그로테스크/고딕' 서체를 20세기 '산세리프' 서체 (지금의 휴머니스트/지오메트릭에 해당)와 분리시키거나, 각 계열 간의 차이에 중점을 둔 분류법을 사용하기 시작하였다.[23]
2. ↑  이와 마찬가지로, 화가 조셉 파링턴은 1805년 트리니티 칼리지에 있던 이삭 호킨스 브라운의 기념비가 "'이집트 문자'로 새겨져 있다고는 하는데, 내 눈에는 마음에 들지 않는 인상이었다"고 일기장에 적었다.[46][41]
3. ↑  Apparently based on traditions in his industry, master sign-painter James Callingham writes in his textbook "Sign Writing and Glass Embossing" (1871) that "What one calls San-serif, another describes as grotesque; what is generally known as Egyptian, is some times called Antique, though it is difficult to say why, seeing that the letters so designated do not date farther back than the close of the last century. Egyptian is perhaps as good a term as could be given to the letters bearing that name, the blocks being characteristic of the Egyptian style of architecture. These letters were first used by sign-writers at the close of the last century, and were not introduced in printing till about twenty years later. Sign-writers were content to call them “block letters,” and they are sometimes so-called at the present day; but on their being taken in hand by the type founders, they were appropriately named Egyptian. The credit of having introduced the ordinary square or san-serif letters also belongs to the sign-writer, by whom they were employed half a century before the type founder gave them his attention, which was about the year 1810."[50][41]

### 참조주
1. ↑  “Serifs more used for headlines”. 2007년 9월 28일에 원본 문서에서 보존된 문서. 2007년 6월 11일에 확인함.
2. ↑  Childers; Griscti; Leben (January 2013). “25 Systems for Classifying Typography: A Study in Naming Frequency” (PDF). 《The Parsons Journal for Information Mapping》 (The Parsons Institute for Information Mapping) V (1). 2014년 5월 23일에 확인함.
3. ↑  Baines, Phil; Haslam, Andrew (2005), 《Type and Typography》, Laurence King Publishing, 51쪽, ISBN 9781856694377, 2014년 5월 23일에 확인함
영국 표준 서체 분류법 (BS 2961:1967)에서는 다음과 같이 분류하고 있다.

Grotesque: Lineale typefaces with 19th-century origins. There is some contrast in thickness of strokes. They have squareness of curve, and curling close-set jaws. The R usually has a curled leg and the G is spurred. The ends of the curved strokes are usually oblique. Examples include the Stephenson Blake Grotesques, Condensed Sans No. 7, Monotype Headline Bold.

Neo-grotesque: Lineale typefaces derived from the grotesque. They have less stroke contrast and are more regular in design. The jaws are more open than in the true grotesque and the g is often open-tailed. The ends of the curved strokes are usually horizontal. Examples include Edel/Wotan, Univers, Helvetica.

Humanist: Lineale typefaces based on the proportions of inscriptional Roman capitals and Humanist or Garalde lower-case, rather than on early grotesques. They have some stroke contrast, with two-storey a and g. Examples include Optima, Gill Sans, Pascal.

Geometric: Lineale typefaces constructed on simple geometric shapes, circle or rectangle. Usually monoline, and often with single-storey a. Examples include Futura, Erbar, Eurostile.
4. ↑  Shinn, Nick. “Uniformity” (PDF). 《Nick Shinn》. Graphic Exchange. 2016년 11월 18일에 원본 문서 (PDF)에서 보존된 문서. 2015년 7월 1일에 확인함.
5. ↑  Coles, Stephen. “Helvetica alternatives”. 《FontFeed》. 2013년 1월 2일에 원본 문서에서 보존된 문서. 2015년 7월 1일에 확인함.
6. ↑  Berry, John. “A Neo-Grotesque Heritage”. Adobe Systems. 2015년 10월 15일에 확인함.
7. ↑  《Specimens of type, borders, ornaments, brass rules and cuts, etc. : catalogue of printing machinery and materials, wood goods, etc》. American Type Founders Company. 1897. 340쪽. 2015년 8월 17일에 확인함.
8. ↑  “Italic Gothic”. 《Fonts in Use》. 2017년 2월 25일에 확인함.
9. ↑  Hoefler & Frere-Jones. “Knockout”. Hoefler & Frere-Jones. 2015년 7월 1일에 확인함.
10. ↑  Hoefler & Frere-Jones. “Knockout sizes”. Hoefler & Frere-Jones.
11. ↑  “Knockout styles”. Hoefler & Frere-Jones. 2015년 7월 1일에 확인함.
12. ↑  Lippa, Domenic. “10 favourite fonts”. 《The Guardian》. 2015년 7월 1일에 확인함.
13. ↑  Adi Kusrianto. 《Pengantar Tipografi》. Elex Media Komputindo. 66쪽. ISBN 978-979-27-8132-8.
14. ↑  Lagerkvist, Love. “American Football”. 《Fonts In Use》. 2017년 6월 18일에 확인함. Imago [is] a relatively obscure neo-grotesk released by Berthold in the early ’80s.
15. ↑  Slimbach, Robert. “Using Acumin”. 《Acumin microsite》. Adobe Systems. 2016년 1월 6일에 확인함.
16. ↑  Twardoch; Slimbach; Sousa; Slye (2007). 《Arno Pro》 (PDF). San Jose: Adobe Systems. 2014년 8월 30일에 원본 문서 (PDF)에서 보존된 문서. 2015년 8월 14일에 확인함.
17. ↑  Coles, Stephen. “New Additions: November 2015”. 《Identifont》. 2016년 1월 8일에 확인함.
18. ↑  “Fontshop lists: Neo-grotesque”. FontShop. 2017년 6월 18일에 확인함.
19. ↑  Ulrich, Ferdinand. “A short intro to the geometric sans”. FontShop. 2016년 12월 17일에 확인함.
20. ↑  Ulrich, Ferdinand. “Types of their time – A short history of the geometric sans”. FontShop. 2015년 8월 19일에 확인함.
21. ↑  Kupferschmid, Indra. “On Erbar and Early Geometric Sans Serifs”. CJ Type. 2016년 10월 20일에 확인함.
22. ↑  Meggs 2011, 339–340쪽.
23. ↑  Day, Kenneth (1956). 《The Typography of Press Advertisement》. 86–8쪽.
24. ↑  Kupferschmid, Indra. “True Type of the Bauhaus”. 《Fonts in Use》. 2016년 10월 15일에 확인함.
25. ↑  Tselentis, Jason (2017년 8월 28일). “Typodermic’s Raymond Larabie Talks Type, Technology & Science Fiction”. 《How》. 2018년 4월 18일에 원본 문서에서 보존된 문서. 2017년 10월 29일에 확인함.
26. ↑  Kupferschmid, Indra. “Some type genres explained”. 《kupferschrift (blog)》. 2017년 10월 31일에 확인함.
27. 1 2  Tracy 1986, 86–90쪽.
28. ↑  Nash, John. “In Defence of the Roman Letter” (PDF). 《Journal of the Edward Johnston Foundation》. 2017년 8월 9일에 원본 문서 (PDF)에서 보존된 문서. 2016년 10월 13일에 확인함.
29. ↑  Blackwell, written by Lewis (2004). 《20th-century type》 Rev.판. London: Laurence King. 201쪽. ISBN 9781856693516.
30. ↑  Lawson 1990, 326–330쪽.
31. ↑  Millington, Roy (2002). 《Stephenson Blake: The Last of the Old English Typefounders》. Oak Knoll Press. ISBN 1-58456-086-X.
32. ↑  Tankard, Jeremy. “Bliss”. 2014년 8월 1일에 확인함.
33. ↑  “Speak Up Archive: Saab or Dodgeball?”. Underconsideration.com. 2011년 1월 7일에 확인함.
34. ↑  « Previous Next » Commentary. “Questioning Gill Sans - Typography Commentary”. Typographica. 2011년 1월 7일에 확인함.
35. ↑  Calvert, Margaret. “New Transport”. 《A2-TYPE》. 2016년 5월 2일에 확인함.
36. ↑  Coles, Stephen. “Identifont blog Feb 15”. 《Identifont》. 2015년 8월 17일에 확인함.
37. ↑  Mosley, James (2007년 1월 6일), 《The Nymph and the Grot, an update》, 2014년 6월 10일에 원본 문서에서 보존된 문서, 2014년 6월 10일에 확인함
38. ↑  “Perkins School for the Blind”. Perkins School for the Blind. 2016년 10월 15일에 확인함.
39. ↑  Johnston, Alastair. “Robert Grabhorn Collection on the History of Printing”. 《샌프란시스코 공공도서관》. 2016년 10월 15일에 확인함.
40. 1 2  Mosley, James. “Comments on Typophile thread - "Unborn: sans serif lower case in the 19th century"”. 《Typophile (archived)》. 28 June 2014에 원본 문서에서 보존된 문서. 15 October 2016에 확인함.
41. 1 2 3 4 5 6  Mosley, James (1999). 《The Nymph and the Grot: the Revival of the Sanserif Letter》. London: Friends of the St Bride Printing Library. 1–19쪽. ISBN 9780953520107.
42. ↑  Alexander Nesbitt (1998). 《The History and Technique of Lettering》. Courier Corporation. 160쪽. ISBN 978-0-486-40281-9.
43. ↑  L. Parramore (2008년 10월 13일). 《Reading the Sphinx: Ancient Egypt in Nineteenth-Century Literary Culture》. Springer. 22–3쪽. ISBN 978-0-230-61570-0.
44. ↑  Jason Thompson (2015년 4월 30일). 《Wonderful Things: A History of Egyptology 1: From Antiquity to 1881》. The American University in Cairo Press. 251–2쪽. ISBN 978-977-416-599-3.
45. ↑  Southey, Robert (1808). 《Letters from England: by Don Manual Alvarez Espriella》. 274–5쪽.
46. ↑  Farington, Joseph; Greig, James (1924). 《The Farington Diary, Volume III, 1804-1806》. London: Hutchinson & Co. 2016년 10월 15일에 확인함.
47. ↑  Mosley, James. “The Nymph and the Grot: an Update”. 《Typefoundry blog》. 2015년 12월 12일에 확인함.
48. 1 2  James Mosley, The Nymph and the Grot: the revival of the sanserif letter, London: Friends of the St Bride Printing Library, 1999
49. ↑  "L. Y.". “To the Editor of the European Magazine”. 《European Magazine》. 2016년 10월 15일에 확인함.
50. ↑  Callingham, James (1871). 《Sign Writing and Glass Embossing》. 54–55쪽.

## 같이 보기
- 세리프
- 고딕체